# Maureilhan
 Maureilhan  es una población y comuna francesa, situada en la región de Languedoc-Rosellón, departamento de Hérault, en el distrito de Béziers y cantón de Capestang.

## Demografía
| 1123 | 1172 | 1335 | 1298 | 1412 | 1430 |
| Para los censos de 1962 a 1999 la población legal corresponde a la población sin duplicidades (Fuente: INSEE [Consultar]) |      |      |      |      |      |